# M2 Bradley
A Bradley harcjármű-család az USA hadseregének fő gyalogsági harcjárműve (IFV, infantry fighting vehicle), amely az M113 Galvin csapatszállítók leváltására készült a gépesített páncélos gyalogság (mechanised infantry) dandárjaiban. A dizájnt az United Defense vállalat fejlesztette ki ami ma már a BAE Systems Land & Armaments része. Az erős fegyverzetű járműcsalád két fő típusa az M2 IFV, ami egy rajt szállít és támogat, és az M3 CFV (felderítő páncélos), amely több lőszerrel rendelkezik, de csak két felderítőt szállít. Emellett a M270 MLRS rakétavető, az M4 mobil parancsnoki állás és az M6 Linebacker légvédelmi jármű emelhető ki. Az 1981 óta gyártott jármű változataiból összesen 6720 db készült, ebből 4641 M2 kivitelű.

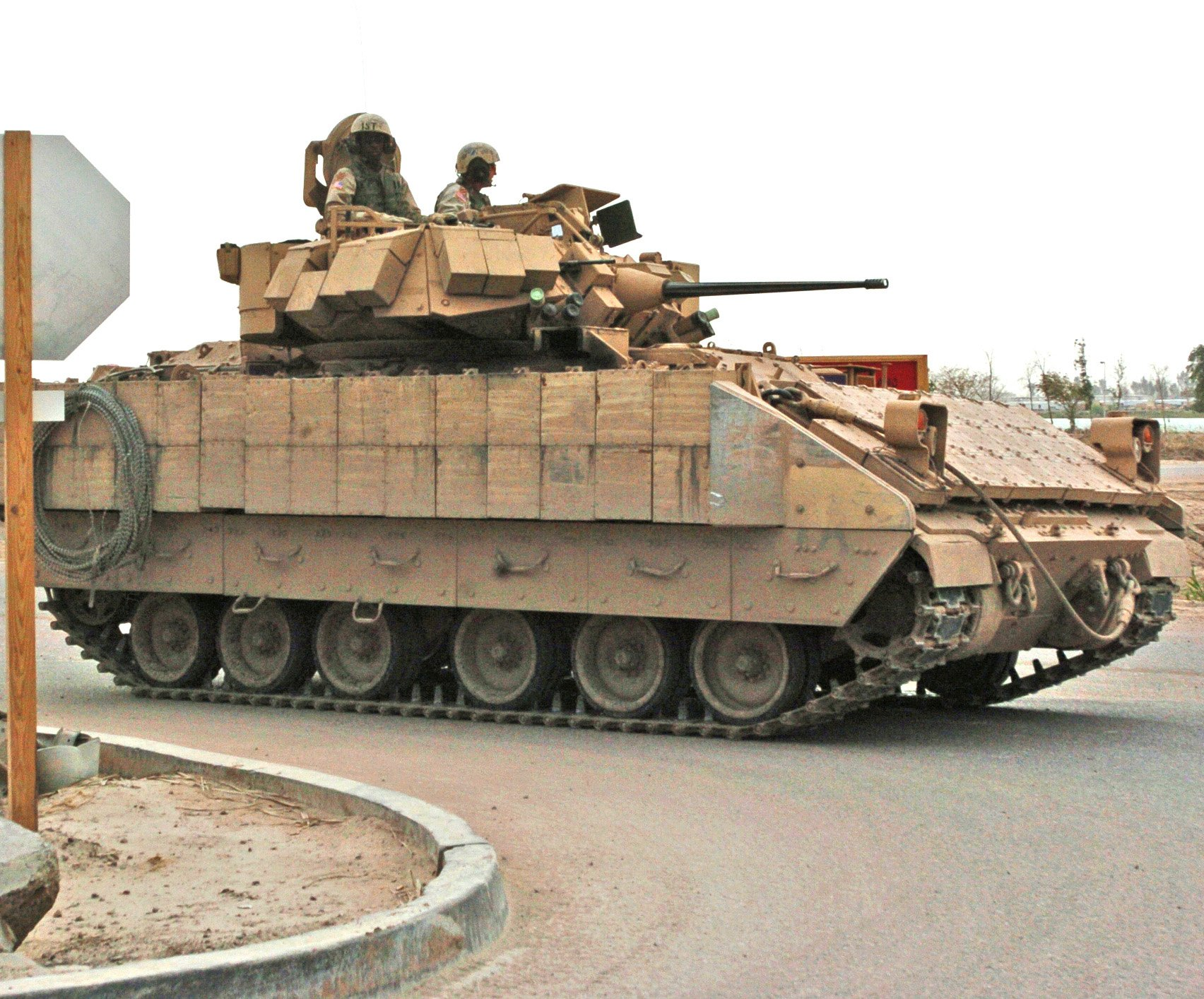
M2 Irakban

A programot, bár a hadsereg hivatalos véleménye szerint sikeres, rengeteg bírálat érte, mivel a járművek ára változattól függően 3-5 millió dollár között mozog, ami egy átlagos általános harckocsi árának felel meg. Emellett éles kritika érte a jármű nem megfelelő páncélzatát, tűzveszélyességét, alultervezett mobilitását, drága üzemeltetését. A negatív vélemények az iraki háború tapasztalatival felerősödtek, ahol a nagyságrendileg olcsóbb M113 és az MRAP járművek hatásosabbnak bizonyultak.

## Története és kritikái

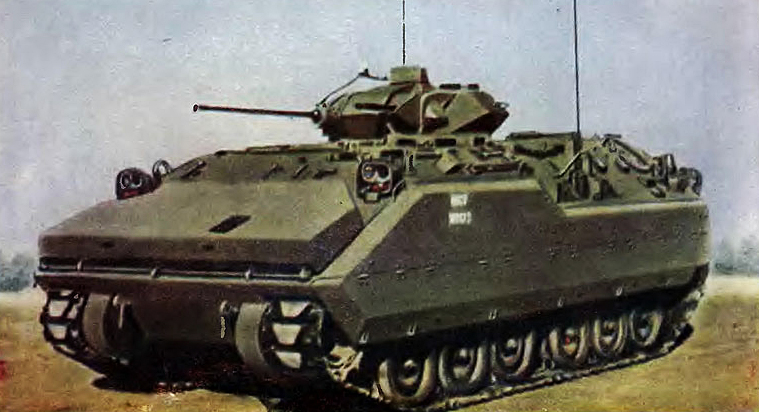
MICV-70

A NATO feltételezései szerint az Európában várható nagy intenzitású háborúk során olyan járműre lesz szükség, amely nem csak hordozza a lövészeket, mint a meglévő csapatszállítók, tűzerőt nyújt számukra. Az MBT-70 programmal párhuzamosan futó Mechanized Infantry Combat Vehicle (MICV-70) program során elvárás volt, hogy NBC veszély esetén a katonák a járműben maradhassanak és lőréseken át tüzelve, valamint belülről távvezérelt fegyverekkel támadva az ellenséges páncélelhárító erőket. A korai elképzelések, egy az M113-ra és a Német Marder-re nagyon hasonlító, de üreges acél-alumínium páncélzatú és 20 mm-es gépágyúval felszerelt univerzális platformot képzeltek el, ami egy teljes (11 fő) raj mellett 2 fős személyzetet szállítana. Ennek megfelelően a jármű elejében van a hajtáslánc, mellette a vezető, mögötte volt a távvezérelt torony alatt a parancsnok. hátul pedig a raj és a lőszerkészlet kapott helyet.
A program előrehaladtával kizárólag elméleti megközelítés alapján egyre komplexebb és nehezebb változatok alakultak ki, leginkább az orosz BMP hatására. A jármű idővel (1977) teljes méretű kétfős tornyot kapott, melyre 25 mm-es gépágyú és két TOW rakéta került. A nagy mennyiségű lőszer és a toronykoszorú azonban olyan sok helyet vett el, hogy immáron csak 6 fős csökkentett raj fért el igen szűkösen. Mivel megnövekedett az M2 mérete majdnem 10 tonnával lett nehezebb a korai elképzelésnél, emiatt igen rossz mobilitású lett.

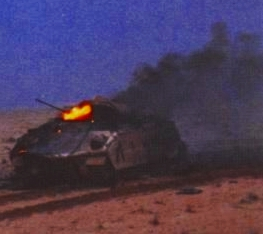
Égő M2

A dizájn felülvizsgálatára elindult értékelés eredménye, a Crizer-jelentés és Burton ezredes elemzése rendkívül kritikus volt a prototípusokkal szemben, azt a korábbi, bukott fejlesztések "menőcsónakjaként" értékelték. A jelentések alapján a jármű védettségére vonatkozó adatokat egyszerűen meghamisították. Az M2 csak az oldala egy részén rendelkezik üreges páncélzattal, de még ez sem nyújt valós védelmet az RPG-7 és a 14,5 mm-es orosz gépágyúk ellen (alapkövetelmény volt), többi részen pedig a védettség ennél is gyengébb. Túl lassú ahhoz, hogy lépést tudjon tartani az M1 harckocsival. Úszóképessége nagyon kérdőjeles, mivel alig rendelkezik tartalék vízkiszorítással (néhány hullám elég az elsüllyedéséhez), ezért a gyakorlatban nem tekinthető kétéltű járműnek. Továbbá igen körülményes a légi szállításra, mert csak szétszerelt toronnyal, leeresztett rugózással fér be a C-15-be, ejtőernyős deszantoslásra alkalmatlan.
Kiemeli a Crizer-jelentés, hogy a jármű gyúlékony, (a TOW-kilövő is páncélozatlan) a felhasznált alumínium minősége kifogásolható (repedések). Fegyverzete nem igazodik a valós hadműveleti célokhoz, hiszen az M1 harckocsinak a gyakorlatban nincs szüksége a gépágyú és a TOW támogatására, miközben a harckocsikat kísérő gyalogság fedezéséhez sokkal inkább akna- és gránátvetők kellenének. A kritikák hatására némileg áttervezték a járművet, csökkentve a tűzveszélyességet és némileg javítva az aknavédettséget. A többi problémára viszont csak teljesen új jármű szerkesztésével lehetett volna megoldást találni, de a program már így is meghaladta a 3 millió dolláros darabárat, ami akkor egy T-72B ára volt. 
Az ellentmondásos fejlesztésről szóló jelentések alapján készült el a Hullagyártó harckocsi című szatirikus film. A BFV program pikantériája, hogy az eredeti elvárásoknak megfelelő, olcsó, mégis jobban védett MICV-70 járművet végül exportra gyártották, AIFV néven számos országban áll hadrendben.

## Háborús tapasztalatok
Az öbölháború során problémaként jelentkezett a jármű lassúsága, nem megbízható úszóképessége. A háború második felében pedig az NBC rendszer hiánya volt égető (olajtüzek füstje). probléma a légkondicionálás hiánya mellett, azonban csak kevés jármű pusztult el, hiszen ritkán kerültek az összecsapások frontvonalába és a beásott iraki harckocsik ellen hatásos volt a TOW rakéta. A feltárt hiányosságokat az A1 változat és az ODS felújítási csomag részben kiküszöbölte.

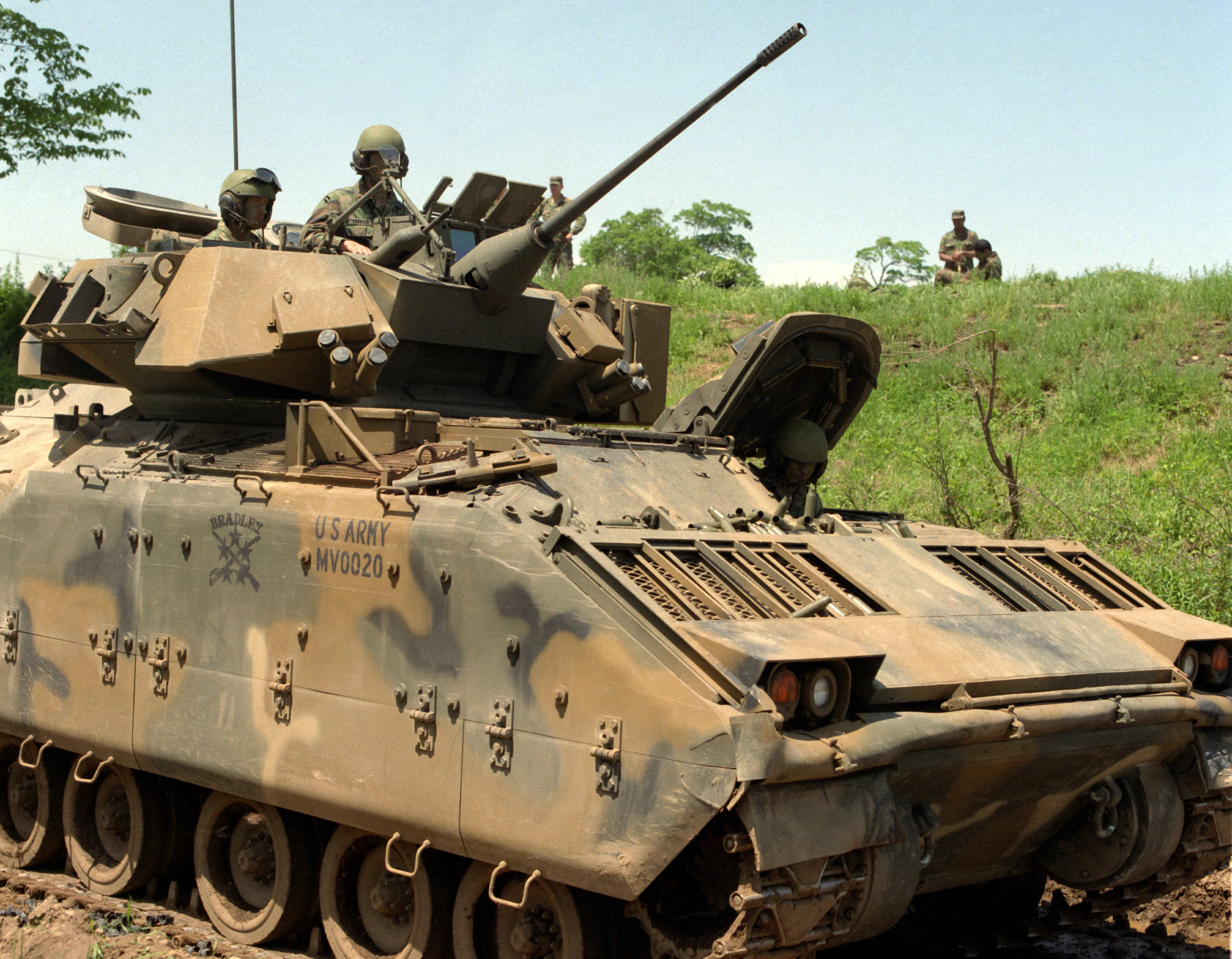
M2 gyakorlaton, az eredeti MERDC mintájú álcázó festéssel

A korábbi kritikákat az iraki háború és az afganisztáni hadjárat messzemenően alátámasztotta. Csak 2008-ig 150 jármű semmisült meg jelentős ember veszteséget okozva, mivel a jármű védettsége elégtelen, különösen RPG találat esetén minimális a személyzet túlélési esélye. Később fejlesztésekkel növelték a védettséget, ezzel azonban a mobilitás romlott tovább. Bebizonyosodott, hogy az MRAP járművek és a régi M113 APC-k effektívebbek, megbízhatóbbak a valós harcok során. A beásott gyalogság ellen a gépágyú és a TOW nem megfelelő fegyver, így az aknavetőkkel felszerelt Stryker járműveket előszeretettel alkalmazták inkább. A vizsgálatok eredményei a könnyű páncélzatú IFV-k egész koncepciójának létalapját megkérdőjelezték, ez alól az olyan a magas védettségű járművek lehetnek kivételek, mint a T-15 és Namer.
Ukrajna 2023-ban mintegy 109 darab M2A2 ODS változatú Bradley harcjárművet kapott hadisegélyként az Egyesült Államoktól.

## Változatok

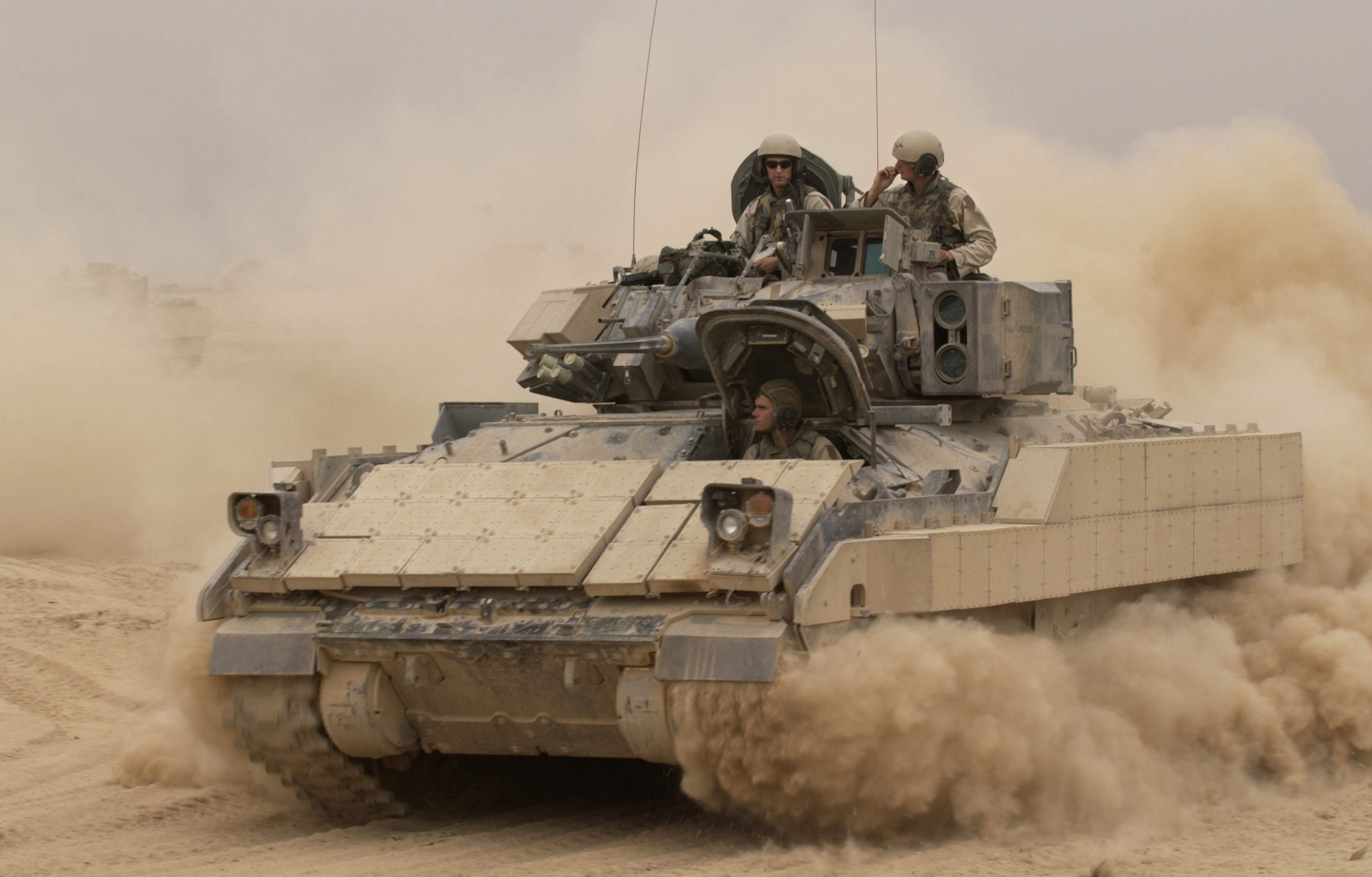
M2A3 robbanó-reaktív páncélzattal

### M2 Bradley[1][6][17]
- M2 – Gyalogsági harcjármű, 25 mm-es gépágyúval, két TOW indítóval és géppuskával, 1981 óta gyártott alapváltozat, két oldalsó lőréssel, korlátozott úszóképességgel, 6 fő szállítását teszi lehetővé. Érdemi NBC védelem nélkül, (1,8 millió USD / db).
- M2A1 – Javított verzió 1992-től, a jármű 3 fős személyzete (a szállított raj nem!) gávédelmi szűrőt kapott, a járműnek javították a tűzvédelmét. Egy hetedik gyalogost is tud szállítani a torony mögött, mivel átszervezték a tartalék rakéták szállítási pontjait.
- M2A2 – 1988-ban tervezett, de csak az iraki háborúban (2003 után) elterjedő változat robbanó reaktív páncélzattal, új 600 lóerős motorral a tömegnövekedés (30-33 tonna!) ellensúlyozására. A jármű már egyáltalán nem úszóképes, elvesztette oldalsó lőréseit. Kevlár védőréteg került a járműbe, hogy a páncéltörés esetén képződő repeszek egy részét felfogja. A egy jármű jelentős része védetté vált a 30 mm-es gépágyú lövedékek és a régebbi RPG változatok ellen. Elektronikáján jelentősen javított az ODS-E felújítás, ahol megkapták az M2A1 7. ülését. (3,4 millió USD / db).
- M2A3 – 2000 óta gyártott változat, immáron teljesen digitális elektronikával, új tűzoltó rendszerrel, NBC védelemmel, újraírt tűzvezető programmal, GPS-el. A jármű tömegnövekedése miatt módosítani kellett a futóművet és az úszáshoz használt kötényeket véglegesen elhagyták a járműről. 2015-től a legjobb állapotú járműveket elkezdték ellátni fejlettebb hajtáslánccal. Ez az egyetlen változat (a méretét és lassúságát kivéve) amely az eredeti MICV-70 követelményeknek megfelel (5 millió USD / db).
- Warhammer Bradley – Tervezett, de gyártásba nem került fejlesztett verzió Javelin rakétákkal és erősebb motorral.

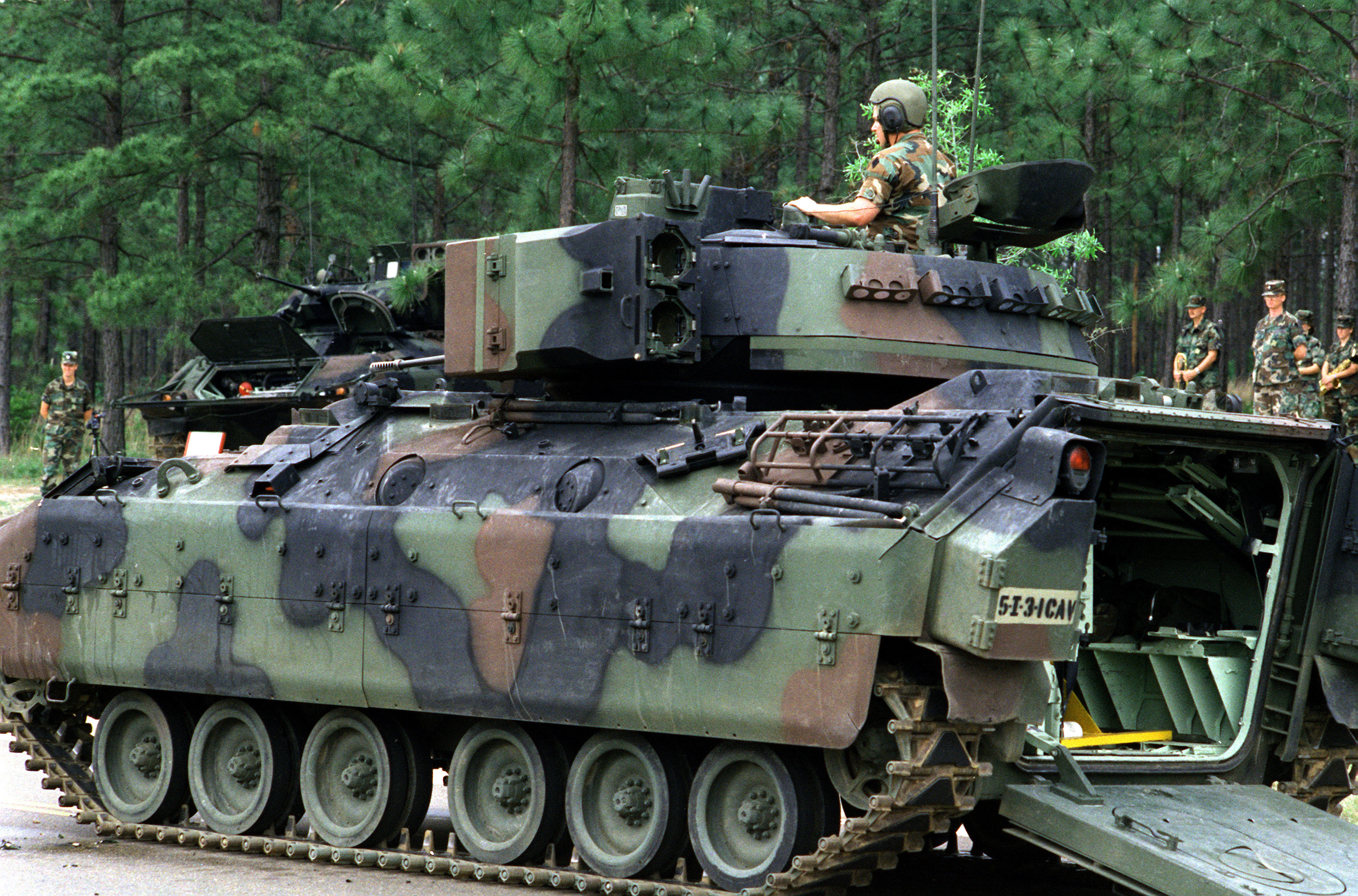
M3A1

### M3 Bradley Cavalry Fighting Vehicle
- M3 – Felderítő lovassági harcjármű. Gyakorlatilag azonos az M2 alapváltozattal, de csak két főt szállít a nagyobb lőszerkészlet miatt ezért a lőrések is elmaradnak. Eredetileg a jármű szállított volna egy motorkerékpárt is a felderítés érdekében, de a tűzveszélyesség (a benzin) miatt elvetették az ötletet.
- M3A1 – Az M2A1 fejlesztéseivel feljavított változat, azonban ennél a kétfős felderítőcsapat is kapott gázmaszkot.
- M3A2 – Az M2A2 analógiájára átépített M3 változat, egy részük szintén megkapta az ODS fejlesztést is.
- M3A3 – Az M2A3 fejlesztéseiivel kiegészült típus, az M1A2, valamint AH-64D járművek számára tűzvezetést lehetővé tevő kommunikációs linkkel felszerelve.

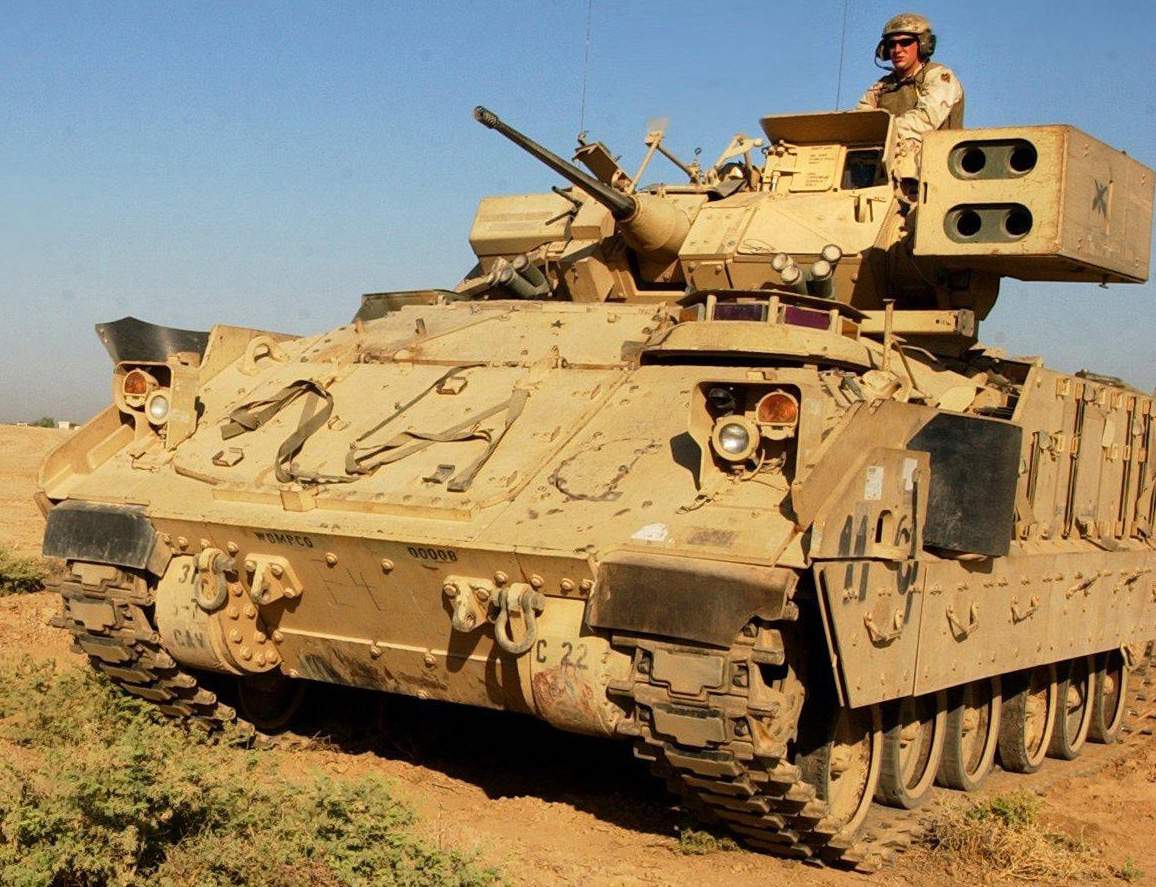
M6 Linebacker

### További járművek
- M6 Linebacker – Légvédelmi jármű, amely olyan módosított M2A2ODS, amely a két TOW helyett 4 Stinger rakétát kapott. A gépágyúk és rakéták a már meglévő Bradley optikákon keresztül vizuális úton volt vezérelve, ezért hatásossága korlátozott. 2006 után kivonták mindet és az Avanger maradt az amerikai hadsereg egyetlen kis hatótávolságú csapatlégvédelmi rendszere. 2020-as években ezt a feladatkört a Stryker járműveken alapuló M-SHORAD rendszer veszi át.
- M7 Bradley Fire Support Vehicle – Tüzérségi megfigyelő jármű, azonos a M2A1-vel, de az M981 FISTV járművek optikai célbemérő rendszere került a TOW helyére.
- Bradley Engineer Squad Vehicle – Utász változat, amely azonos az alapjául szolgáló M2 kivitellel (A1-A3), de utászfelszereléssel ellátva. Az utakat elzáró akadályok (aknamező, sárkányfog) felrobbantása a fő feladata.
- M270 MLRS – Rakétavető rendszer
- Apt-Saint-Christol Parancsnoki pont az MLRS alvázán. Mindössze 25 készült.

### Leváltása
AMPV – Armored Multi-Purpose Vehicle, torony nélküli jármű az M2A3 alvázára tervezve, az MRAP járművek tapasztalatait felhasználva (akna és IED védelem). A járművet számos Bradley és M113 változat váltótípusának szánják, az M2A3-nál erősebb páncélzattal, de az M113-hoz hasonlóan torony nélkül jelentősen csökkentve a költségeket. Csapatszállító, egészségügyi, aknavető-hordozó és parancsnoki változat készülne. Eddig néhány prototípus készült el.
Black Knight – Angol távvezérelt / autonóm szárazföldi harcjármű, amelyet a BAE fejleszt. Számos M2 alkatrészt felhasználtak a tervezés gyorsítására.

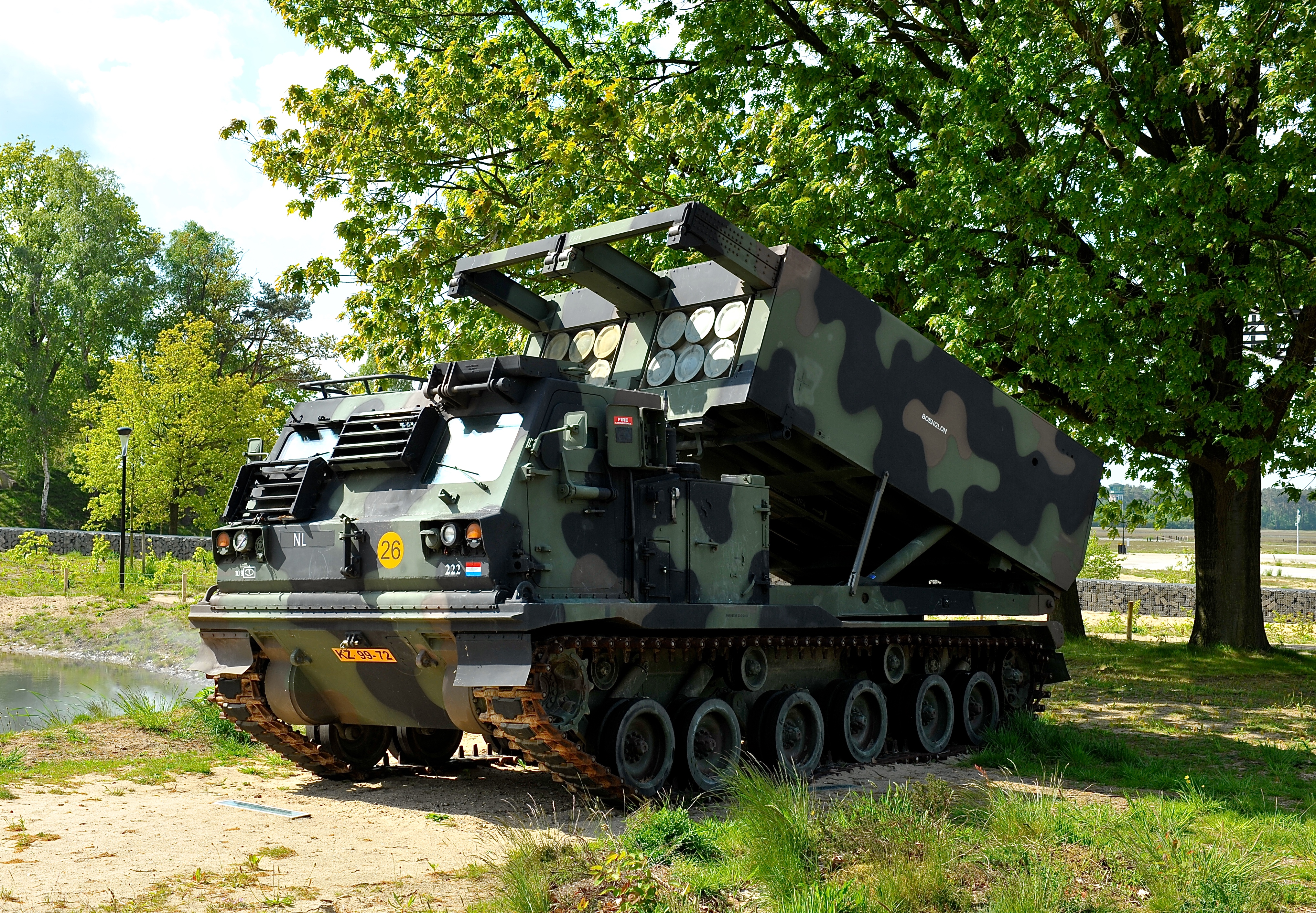
MLRS

## A jármű paraméterei
Korai gyártású M2:
Tömeg 27,6 tonna (később 34 tonnáig nőtt)
Hossza: 6,55 m
Szélesség: 3,6 m
Magasság: 2,98 m
Személyzet: 3 fő + 6 szállított katona (M2A2 és M2A3: 7 fő; M3: 2 fő; az M6 és M7 nem szállít gyalogosokat)

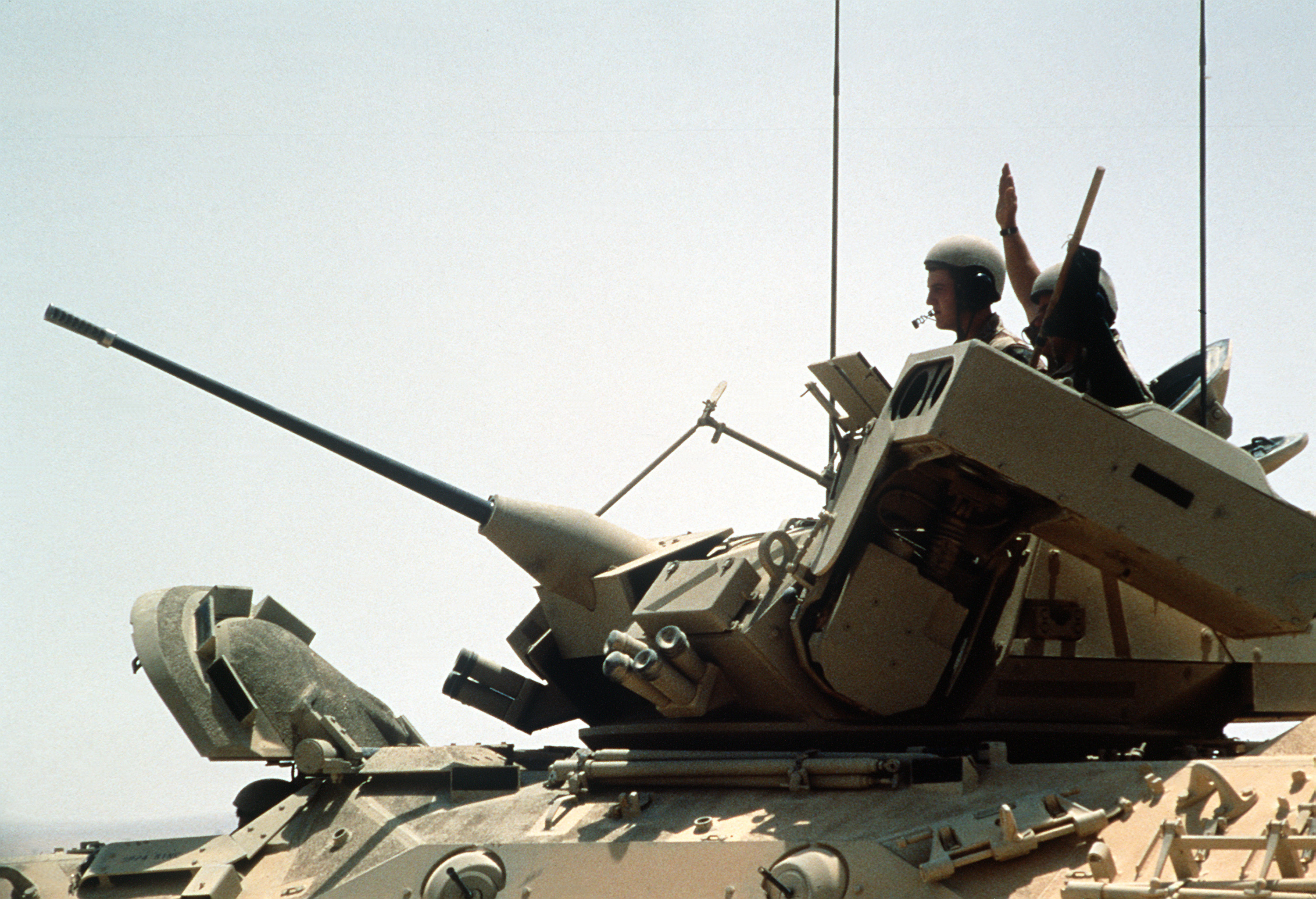
A Bradley tornya, a jármű magas költségeinek egyik fő oka.

Fegyverzet: 25 mm-es M242 gépágyú (900 lőszer), 2 TOW rakéta (+5 tartalék), M240C géppuska (2200 lőszer).
Páncélzat: 25,4 mm 5083 alumínium, oldalakon üreges páncél (2x6 mm acél lemez), a jármű alja 7017-es alumínium, később oldalt és elöl ERA pótpáncél
Üzemeltetők: USA: 6230db, Szaúd-Arábia: 400db, Libanon: 8db (32-re van szerződés) Izrael tesztelt egy sokkal tűzbiztosabb változatot, de hiányosságai miatt nem rendszeresítették azt, és inkább a Namer került kifejlesztésre.

## Lásd még
Járművek hasonló kialakítással és feladatkörrel: BMP–1, BMP–2, BMP–3, Marder, CV90, Puma, ZBD-4, BMD
Új generációs, erősen páncélozott IFV-k: Armata T–15, Namer
Hullagyártó harckocsi, film a jármű fejlesztéséről, port.

## Fordítás
- Ez a szócikk részben vagy egészben  a   Bradley Fighting Vehicle című angol Wikipédia-szócikk fordításán alapul.  Az eredeti cikk szerkesztőit annak laptörténete sorolja fel. Ez a jelzés csupán a megfogalmazás eredetét és a szerzői jogokat jelzi, nem szolgál a cikkben szereplő információk forrásmegjelöléseként.